# Grande Espírito

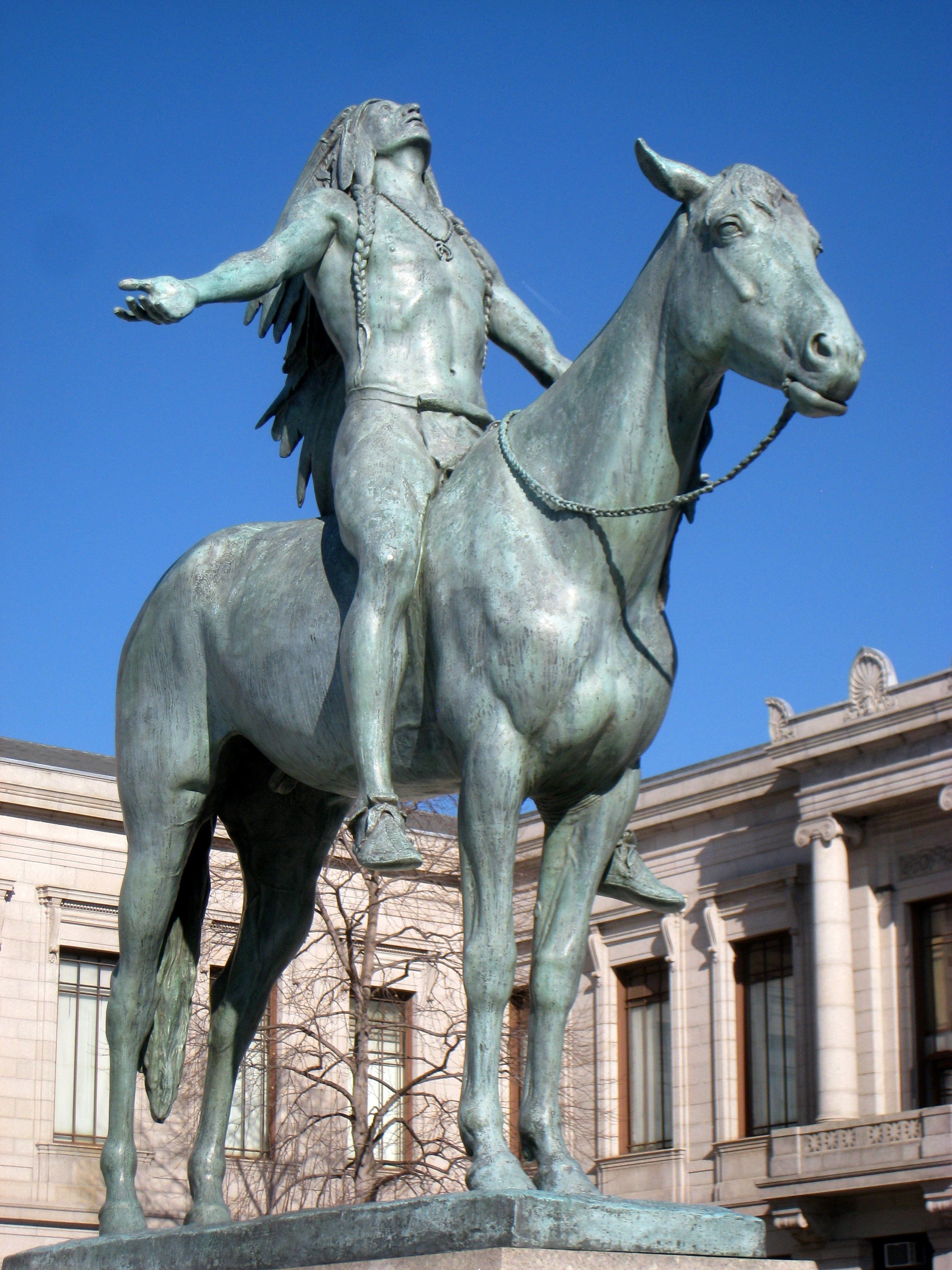
Appeal to the Great Spirit, escultura de 1908 de Cyrus Dallin, Museu de Belas Artes de Boston.

O Grande Espírito, conhecido como Wakan Tanka entre os Sioux, Gitche Manitou entre os Algonquinos, e entre muitas culturas de americanos nativos e das Primeiras Nações como o divino ou o sagrado, é o ser supremo, Deus, ou uma concepção de força espiritual universal.
O Grande Espírito, muitas vezes, tem sido conceitualizado com "uma divindade celestial antropomórfica" um deus da criação, da história e da eternidade, que possui, também, um interesse pessoal em acontecimento mundanos e que regularmente intervém na vida dos seres humanos.
Houve, pode haver, diversos comunicadores ao Grande Espírito, em que cada um deve ser dedicado à preservação do estilo de vida dos americanos nativos. O Grande Espírito, via líderes espirituais, é visto como guia espiritual e cultural nos nível individual e comunitário. Variações culturais entre os povos nativos da América que acreditam no Grande Espírito resultaram em histórias sobre esses seres significativamente diferentes, assim como diversos tipos de mensagens sendo entregues por aqueles vistos como profetas ou líderes espirituais nessas culturas. De acordo com o ativista do povo Dacota Russell Means, uma melhor tradução de Wakan Tanka é "o Grande Mistério".

## Profetas e líderes espirituais
Duas das profecias mais conhecidas começou nos início do século XIX. Em 1824, Tenskwatawa, um líder político e religioso da tribo Shawnee, alertou o Governador de Michigan, Lewis Cass, que as crianças shawnees poderiam carregar a "chama sagrada". Esta chama iria acabar com o mundo e estava entre os americanos nativos e os brancos Uma vez que a destruição estivesse completa, o Grande Espírito iria reestruturas e repopular o mundo na forma que achava que deveria ser.
Outra história conhecida aconteceu em 1827 e envolve William Clark e Kennekuk, um líder espiritual do povo Kickapoo. Este é conhecido como o Profeta Kickapoo. Kennekuk informou Clark que ele precisava ser cuidadoso enquanto explorava a terra na atual Illinois. Este aviso foi tão grande que a realocação da tribo de Kennekuk foi atrasada. Ele proclamou que o Grande Espírito enviaria um sinal  quando fosse seguro para continuar viajando.
Outros profetas populares incluem o Profeta Delaware e O Profeta das Varas Vermelhas.